# Tabasco (omáčka)
Tabasco je druh pálivé omáčky, jež se vyrábí výhradně z papriček tabasco (Capsicum frutescens var. tabasco), octa a kuchyňské soli. Omáčku vyrábí rodinná společnost McIlhenny, která sídlí na Avery Islandu v Louisianě v USA.

## Historie
Omáčku poprvé připravil v roce 1868 Edmund McIlhenny, bývalý bankovní úředník, který se roku 1840 přestěhoval do Louisiany. McIlhenny, který omáčku původně připravoval pouze pro rodinu a přátele, ji zpočátku plnil do prázdných sklenic po kolínské vodě. Ale když se ji chystal prodávat veřejně, objednal si ze sklárny v New Orleansu tisíc zcela nových lahviček na kolínskou.
V roce 2005 Avery Island ničivě zasáhl hurikán Rita. Společnost proto nechala kolem níže položených částí továrny vybudovat 5 m vysokou ochrannou hráz a investovala též do záložních generátorů.

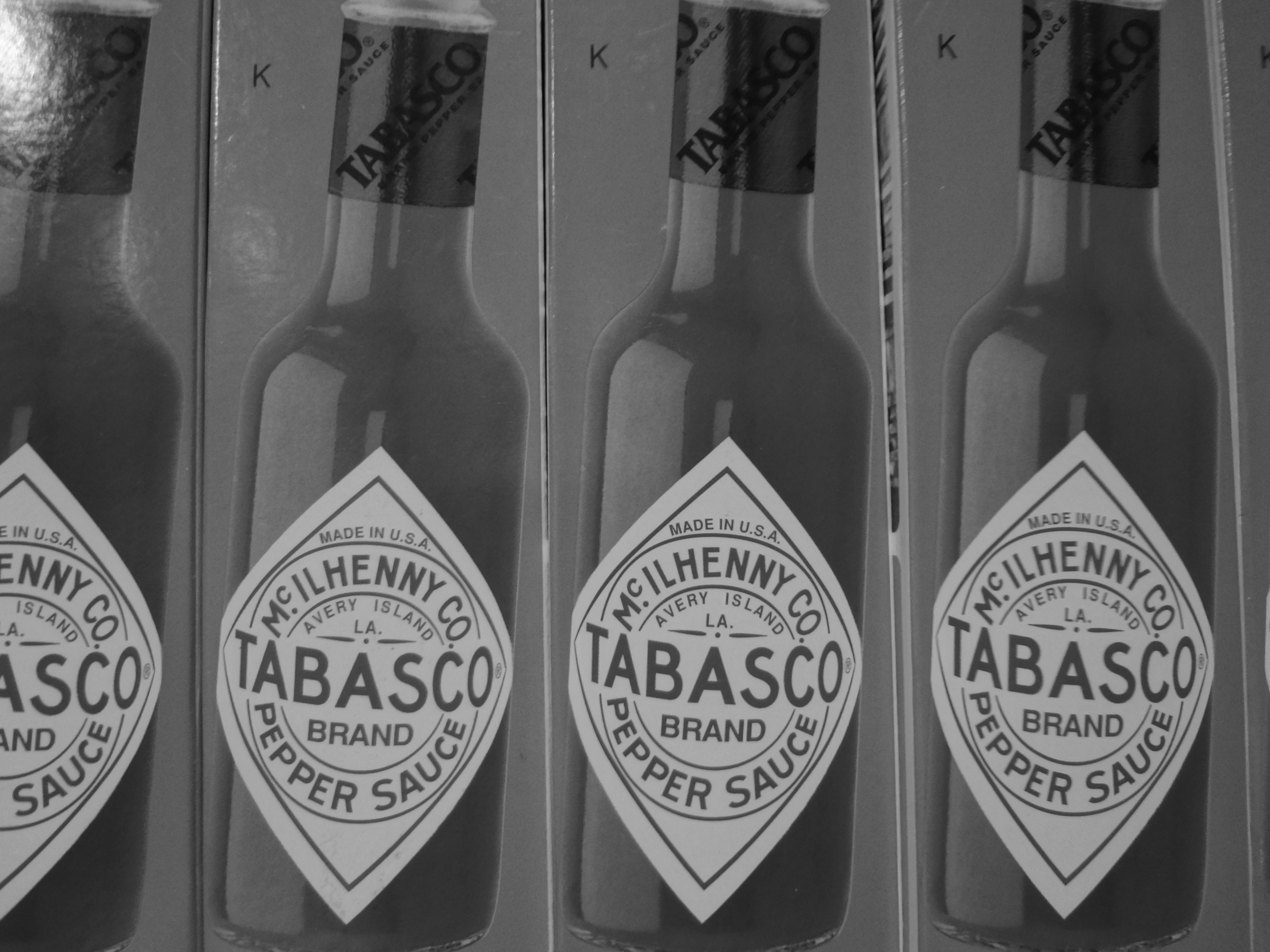

## Výroba

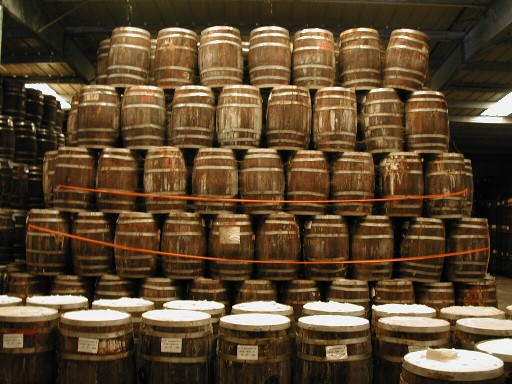
Směs pro omáčku Tabasco vyzrává na Avery Islandu v sudech.

Původně se všechny chilli papričky pro omáčku Tabasco pěstovaly na Avery Islandu. Dnes slouží papričky, jež se zde vypěstují, již jen k produkci semen, která se pak rozesílají pěstitelům do zahraničí, zejména do Střední a Jižní Ameriky. Tamější snáze předvídatelné počasí a dostatek vhodné zemědělské půdy zabezpečuje bezproblémový celoroční přísun paprik, který umožňuje plynulé zásobování výroby bez ohledu na výkyvy počasí v jednotlivých pěstitelských oblastech.
V souladu s tradicemi podniku se papričky sklízejí ručně. Aby se zajistila jejich patřičná zralost, jsou sběrači vybaveni hůlkou odpovídajícího odstínu červené (francouzsky le petit bâton rouge). Sklizené papričky se ještě téhož dne rozemelou na kaši, do níž se přidá sůl a naplní se jí světlé dubové sudy, které předtím sloužily k vyzrávání Jack Daniel’s Tennessee whiskey. Vnitřky sudů se před naplněním tabaskovou kaší zbaví svrchní vrstvy dřeva, opálí se plamenem a vyčistí, aby se co nejvíc snížilo zbytkové množství whisky. Po naplnění putují sudy do skladišť na Avery Islandu, kde tabasková směs zraje.

Hlavní budova podniku

Zhruba po třech letech vyzrávání se tabasková směs přecedí, aby se z ní odstranily slupky a semena. Takto získaná tekutina se smísí s octem a pak se po dobu jednoho měsíce nechá ještě za občasného promíchávání dozrát. Hotová omáčka se nakonec plní do lahviček. Sůl, která se používá k výrobě omáčky, pochází z velké části ze solného dolu na Avery Islandu, který patří k největším v USA.

## Pálivost

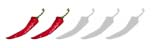
Pálivost 3500–8000 SHU

Originální červená omáčka z papriček tabasco má pálivost 2500 až 5000 jednotek Scovilleovy stupnice (SHU). Omáčka z papriček habanero je poněkud pálivější (přes 7000 SHU). Omáčka z papriček chipotle dosahuje na Scovilleově stupnici hodnoty 1500–2500 jednotek. Česnekové tabasco, které je směsí papriček tabasco s méně pálivými paprikami, mívá 1200 až 1400 SHU. Zelená omáčka z papriček jalapeño je se 600 až 1200 Scovilleovými jednotkami ještě méně pálivá. Nejmírnější je omáčka Sweet and Spicy (sladká a pikantní), jež má pouhých 100-600 SHU.